# 鈴木優人
鈴木 優人（すずき まさと、1981年4月8日 - ）は、日本の音楽家。
指揮者、作曲家、ピアニスト、チェンバリスト、オルガニスト、演出家、プロデューサーとして、幅広い音楽分野で活動する。現在、オランダ在住。父は指揮者で鍵盤楽器奏者の鈴木雅明。叔父（父の弟）は、指揮者・弦楽器奏者の鈴木秀美 (チェリスト)。

## 略歴

### 学歴
麻布中学校・高等学校卒業。東京芸術大学作曲科（尾高惇忠門下）を経て、 同大学院古楽科修了。オランダ、ハーグ王立音楽院修士課程にてヨス・ファン・デル・コーイに学び、オルガン科を首席で修了。また日本人として初めて即興演奏科を最高栄誉賞付きで修了。アムステルダム音楽院にて、ボブ・ファン・アスペレンにチェンバロを師事。

### 略歴
- 東京芸大在学中の2002年より、バッハ・コレギウム・ジャパンのチェンバリスト、オルガニスト
  - 2013年2月に完結したJ.S.バッハの教会カンタータ全曲録音・演奏に貢献する。
- 2005年、オリジナル楽器を用いてバロック音楽から現代音楽までを演奏するアンサンブル・ジェネシスを結成。
- 2008年、マルチメディアの手法を用いてドイツリートの普及を図る日独リートフォーラムを結成。
- 2009年、声楽アンサンブル ヴォクス・ルミニス (Vox Luminis) の首席オルガニストに就任。
  - 2012年、英グラモフォン・アワード（英語版）総合大賞受賞。
- 2012年、調布国際音楽祭のエグゼクティブ・プロデューサーに就任[2]。
- 2013年、横浜シンフォニエッタの首席指揮者に就任[3]。
- 2016年、第18回ホテルオークラ音楽賞を受賞[4]。
- 2018年、バッハ・コレギウム・ジャパンの首席指揮者に就任[5]。
- 2020年、読売日本交響楽団の指揮者・クリエイティヴ・パートナーに就任[6]。
- 2021年、第71回芸術選奨新人賞を受賞[7][8]。

### 主な演奏歴
- 2007年、トッパンホール「ランチタイムコンサート」
- 2008年、東京オペラシティ「B→C」シリーズ（オルガンとチェンバロ）
- 2009年、エディンバラ音楽祭オペラ「リナルド」（ヘンデル）にてチェンバロ独奏
- 2010年、ラ・フォル・ジュルネ音楽祭スペシャルナイト「パイプオルガンで聴くショパンとその時代」に出演。一夜に東京芸術劇場のパイプオルガンとピアノを両方演奏する[9]。
- 2012年、国際舞台ミーティング in 横浜にて、バッハの平均律クラヴィーア曲集第1巻全曲演奏
- 同年、文京シビックホールにてオペラ「オルフェウス」（グルック作曲、森鷗外翻訳）指揮
- 2013年、ブルージュ古楽音楽祭 チェンバロリサイタル "Four Famous Hands"に選ばれる。
- 2015年、ラ・フォル・ジュルネ音楽祭でバッハ・コレギウム・ジャパンによる「マタイ受難曲」を指揮
- 2015年、東京芸術劇場開館25周年記念コンサート「ジョワ・ド・ヴィーヴル ー 生きる喜び」のアーティスティック・ディレクターをつとめる。指揮のほか、ポジティフ・オルガンも演奏した[10]。

### コラボレーション
- 2005年、歌舞伎座七月大歌舞伎「十二夜」（蜷川幸雄演出）にチェンバロ奏者として出演。
- 2008年、ブラームス「美しきマゲローネの物語」（日独リートフォーラム）
- 2009年、新国立劇場「ポッペアの戴冠」演出。
- 同年、シューベルト「冬の旅」（日独リートフォーラム）
- 2011年、神奈川芸術劇場にてアンサンブル・ジェネシス「エウリディーチェの嘆き」新制作・演出[11]。
- 同年、白寿ホール主催「ラモー『優雅なインドの国々』」の指揮・演出・チェンバロを務め、ダンサー 黒田育世と共演。
- 2013年、東京芸術劇場主催「無限大∞パイプオルガンの宇宙―バッハから現代を超えて」にて、舞踏家 勅使川原三郎と共演。
- 2017年、白寿ホールアート×アート×アートシリーズにて、ダンサー上野隆博・パティシエ菊地賢一と共演。[12]。

## メディア

### ディスコグラフィ

#### 独奏
- rencontre（2010年）チェンバロ独奏（アウローラ・クラシカル）
- ブラームス「美しきマゲローネの物語」（2011年）(ARS PRODUKTION)

#### バッハ・コレギウム・ジャパン
- 教会カンタータ全曲録音
- 世俗カンタータ全曲録音
- ロ短調ミサ
  - BISレーベル（スウェーデン）

#### ヴォクス・ルミニス
- シャイト「聖歌集」（2010年）
- シュッツ「葬送音楽」（2011年）英グラモフォン・アワード（英語版）、総合大賞受賞
- パーセル／モーリー／ウィールクス／トムキンズ：合唱作品集（2013年）
  - Ricercarレーベル（ベルギー）

### TV
- 2009年〜2011年 NHK「クラシック倶楽部」
- 2015年〜 NHK「らららクラシック」
- 2016年〜 テレビ朝日「題名のない音楽会」
- 2021年12月24日 テレビ朝日「ミュージックステーション ウルトラスーパーライブ2021」
- 2022年9月15日、2023年8月3日 NHK「クラシックTV」

### 出版
- J.S.バッハ：カンタータ第190番補筆 (CARUS)
- モーツァルト：レクイエム 鈴木優人補筆校訂版（ショット・ミュージック）
- 鈴木優人「深き淵より」（バッハ・コレギウム・ジャパン）
- 鈴木優人「モーツァルティアーナ」（ショット・ミュージック）
- 「バッハ・コレギウム・ジャパン クリスマス・キャロルブック」（ショット・ミュージック）

### ラジオ
- OTTAVA Mall「鈴木優人のジョワ・ド・ヴィーヴル」[13]（OTTAVA株式会社、2015年8月） - プレゼンター
- NHK-FM「古楽の楽しみ」（2016年〜） - プレゼンター

## 主要作品
- An Anna Blume（テノール、ヴァイオリン）クルト・シュヴィッタースの詩による
- Apokalypsis I（ソプラノ、2ヴァイオリン、チェロ、ピアノ）
- Apokalypsis II（8声部合唱）
- Apokalypsis III（歌、リコーダー、ヴァイオリン、パイプオルガン）
- Apokalypsis IV（ポジティヴ・オルガン）
- Apokalypsis V（4つの自由な楽器）
- THE　SIXTY（60の楽器）
- 深き淵より（混声合唱）詩編130編による
- さふらん（混声合唱、ピアノ）立原道造の詩による
- YOKOHAMA（コンビネーション付きパイプオルガンのための）
- モーツァルティアーナ（ホルン、ピアノ）
- J.S.バッハの教会カンタータ37番および190番の喪失楽章の復元
- モーツァルト：レクイエムの補筆およびモーツァルトのスケッチによるアーメンフーガの作曲

その他、編曲など多数。